# Варда (гора, Босния)
Варда или Варда-Ресиче — гора в Республике Сербской. Находится в общине Рудо в Подринье, между населенными пунктами Рудо, Прибой и Вишеград. Её высота составляет 1 389 метров над уровнем моря. Геологический состав горы в основном представлен магматическими горными породами, в том числе серпентинитами. Варда покрыта сосновыми лесами, большая часть которых представляет собой искусственные посадки.